# هدرهی
هِدرِهی (به مجاری:  Hedrehely) یک منطقهٔ مسکونی در مجارستان است که در ناحیه کاپوشوار واقع شده‌است. هدرِهی ۲۵٫۵۱ کیلومتر مربع مساحت و ۳۷۵ نفر جمعیت دارد.